# Яштхуа
Яштхуа (абх. Иашҭхәа), ранее Тависуплеба (груз. თავისუფლება, также Яштхва) — село и одноимённая сельская администрация в Абхазии, в Сухумском районе частично признанной Республики Абхазия, согласно административному делению Грузии — в Сухумском муниципалитете Абхазской Автономной Республики, у северной окраины города Сухум.

## Население
| Численность населения |
| 2011                  |
| --------------------- |
| 2027                  |

По данным 1959 года, в селе Тависуплеба (Яштхуа) проживали 1081 человек, в основном грузины (в Тависуплебском сельсовете в целом — 3128 человек, в основном грузины (в с. Тависуплеба (Яштхуа, 1081 жит.) и Квемо-Яштхва (Нижняя Яштхуа, 1328 жит.), а также армяне в сёлах Горана (Абыдза, 181 жит.) и Земо-Яштхква (Верхняя Яштхуа, 538 жит., 1959 г.).
В 1989 году в селе Тависуплеба (Яштхуа) проживало 1842 человека, также в основном грузины, а также армяне и абхазы.
По данным переписи 2011 года численность населения сельского поселения (сельской администрации) Яштхуа составила 2027 жителей, из них 85,8 % — армяне (1739 человек), 8,5 % — абхазы (172 человек), 3,3 % — русские (67 человек), 1,1 % — греки (22 человека), 0,9 % — грузины (18 человек), 0,1 % — украинцы (2 человека), 0,3 % — другие национальности (7 человек).

## Администрация
Сельской администрации Яштхуа подчинены соседние сёла:
- Нижняя Яштхуа (Квемо-Яштхва) — 3022 чел. (1989) — к северо-западу от центра города Сухума
- Яштхуа (Тависуплеба) — 1842 чел. (1989) — к востоку от Нижней Яштхуа
- Верхняя Яштхуа (Земо-Яштхва) — 454 чел. (1989) — к северу от Яштхуа (Тависуплеба)
- Абыдза (Горана) — 104 чел. (1989) — к северу от Верхней Яштхуа